# Kuti (jezero)
Kuti (još i Đuvelek) su aluvijalno jezero i kriptodepresija kod mjesta Badžula. Napaja se vodom iz nekoliko vrela na istočnoj obali. Nije izolirano od većih vodotokova. S Neretvom ga povezuju Crna rijeka i Mislina, a morske mijene Jadranskog mora utječu na ovo jezero. Ljeti je vodostaj nizak i tom se prilikom na sredini jezera pojavljuje otočić.

## Posebni ornitološki rezervat
Uredbom Vlade Republike Hrvatske od 20. kolovoza 2020. Kuti su proglašeni zaštićenim područjem, kao posebni ornitološki rezervat. Rezervat obuhvaća jezero Kuti i močvarna staništa uz jezero. Na području rezervata razvijena su raznolika močvarna staništa te je ovo područje posebno značajno za očuvanje gnijezdeće populacije ptica močvarica i populacije ptica koje migriraju Jadranskim seobenim putem.